# Henry Thomas Cadbury-Brown
Henry Thomas Cadbury-Brown (20 de mayo de 1913 – 9 de julio de 2009) fue un arquitecto británico. Fue educado en la Architectural Association donde fue influido por la arquitectura de Le Corbusier y Walter Gropius. Después de graduarse él trabajó para el arquitecto Ernö Goldfinger y se convirtió en su amigo de toda la vida. Luego pasó a crear su propia práctica exitosa.
Su participación con el Grupo de Investigación de Arquitectura Moderna (MARS, por sus siglas en inglés) condujo a amistades con otros arquitectos modernistas y oportunidades para trabajar incluyendo el Festival de Gran Bretaña de 1951.
Él es probablemente más conocido por su participación en el diseño del Royal College of Art.

## Educación y trabajo inicial

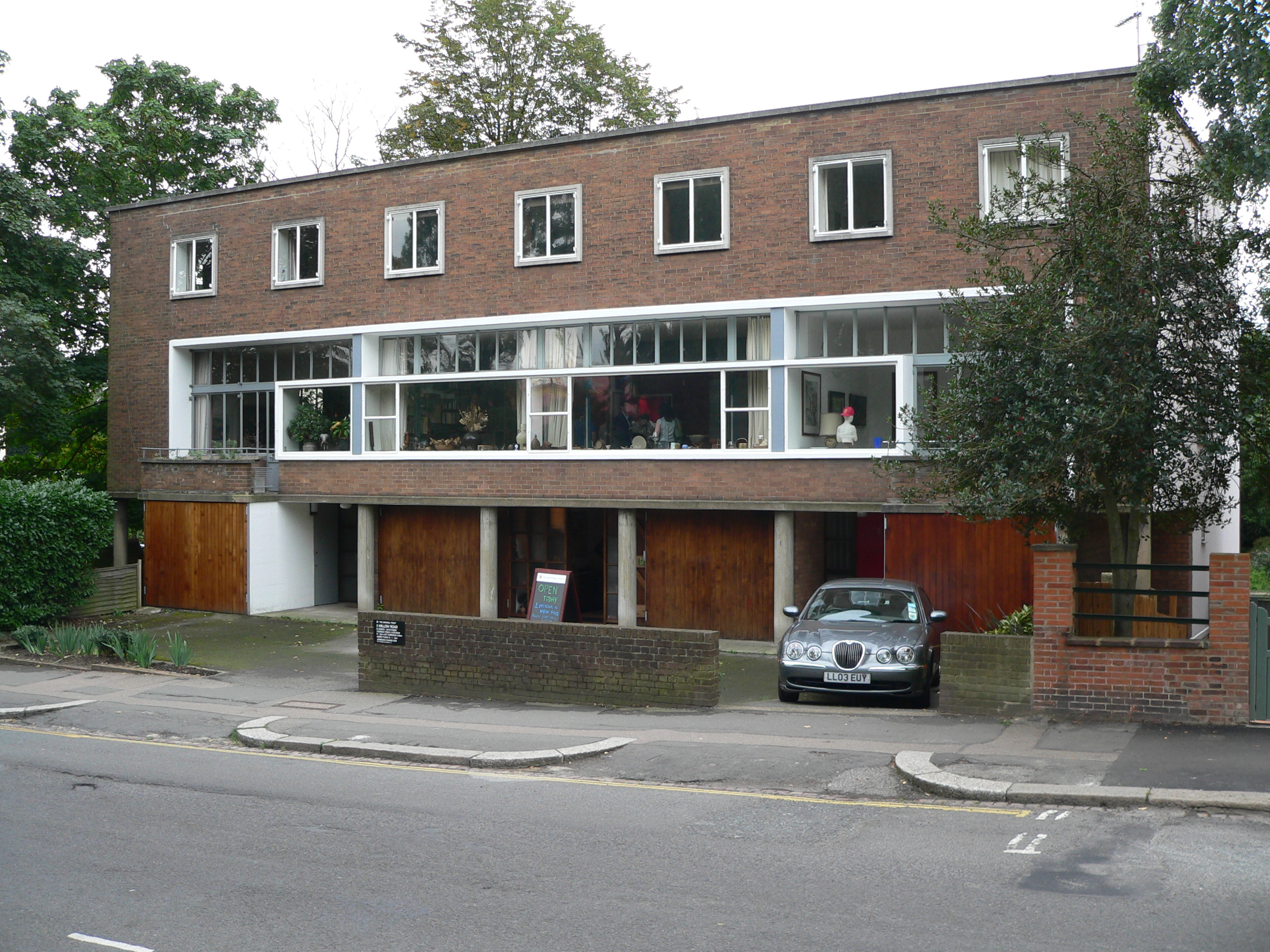
Vista frontal of 1–3 Willow Road

Henry Thomas Cadbury-Brown nació en Sarratt en Hertfordshire e ingresó a la Westminster School. Desde su juventud fue conocido como "Jim" por causa de la muerte de un amigo de la familia en la guerra. Aunque había presión familiar para que él se uniera a la Marina, sus amigos le sugirieron arquitectura, pues había demostrado habilidad para las matemáticas y para dibujar. A instancias del arquitecto F. R. Yerbury se inscribió en la Architecture Association en 1930, al tener 17 años. Sus primeros proyectos de diseño fueron bastante tradicionales, pero después de su introducción al trabajo de Le Corbusier, por un amigo de su trabajo, se hizo mucho más moderno. La revista alemana Moderne Bauformen lo expuso al modernismo alemán y al trabajo de Walter Gropius. El respetó la simplicidad de los diseños alemanes y su fundamento en el realismo en vez del intelectualismo en otros artistas modernos.
En 1934, al llevar cuatro años como estudiante, Cadbury-Brown conoció a Ursula y a Ernö Goldfinger y fue encantado por sus muebles y su colección de pinturas. Después de graduarse pasó un año trabajando en la oficina de Goldfinger y se convirtió en un admirador de su trabajo y su amigo de por vida. Él aprendió acerca de la composición de los materiales y detalle y ayudó con el diseño de la casa de Goldfinger, Willow Road.
Su primer proyecto solo terminó en 1937 cuando ganó una competencia para diseñar dos centros de viajes para la Big Four British railway companies. Los edificios, uno en Queensway y el otro en el Strand (ambos ya demolidos), fueron alabados por uno de los asesores de la competición (Charles Holden) por su simplicidad y practicidad. En el reverso de esta comisión, Cadbury-Brown puso su propia oficina en Clarges Street, Londres. En 1938 él diseñó un stand para exposiciones en la Design and Industries Association en el British Industries Fair en Olympia, Londres.
Su amistad con Ralph Tubbs, a quien había conocido dos años antes de unirse al Grupo MARS, lo condujo a más trabajo. Ellos colaboraron con otra persona para diseñar un estrado en Weymouth para la exhibición del MARS Group en las New Burlington Galleries. Pasaron a compartir oficinas y a diseñar una exposición para el Pabellón Británico en la Feria Mundial de Nueva York de 1939.
Como muchos de los diseñadores en la exhibición del Grupo MARS, Cadbury-Brown sería luego escogido por Hugh Casson para ayudar a diseñar unos de los pabellones en el Festival de Gran Bretaña. También a través de esta asociación con el grupo, él recibió trabajo de Frederick Gibberd para diseñar ochenta casas en el Mark Hall South como parte del proyecto Harlow New Town. En 1947 la sexta reunión del CIAM fue organizada por MARS en Bridgwater, Somerset y Cadbury-Brown como secretarios tuvo un rol en esta organización. MARS en ese tiempo estaba bajo el liderazgo del crítico arquitectural J M Richards quien estableció el tema de la conferencia a la arquitectura que llamó la atención del “hombre común”. Esta combinación de arquitectura con escultura, pintura y populismo fue de gran interés para Cadbury-Brown.
Cuando estalló la guerra, él ya era un oficial de la Armada Territorial, en la que se desempeñó como comandante de la Royal Artillery. Durante su servicio él notó que hizo todo el camino desde Normandía a Alemania sin disparar un solo tiro.

## Matrimonio
Mientras trabajaba en diseños para el Festival de Gran Bretaña, Cadbury-Brown conoció a su esposa Elizabeth Romeyn Elwyn, quien nació en los Estados Unidos el 28 de marzo de 1922. Como una joven arquitecta americana en Londres ella fue advertida de que era improbable que encontrara trabajo, pero a través de su amistad con un primo de Helena Rubinstein ella fue introducida a Goldfinger, donde trabajó como una pasante sin paga. En ese tiempo ella ya estaba casada con un abogado constitucional inglés, Bill Dale, pero después de un divorcio amistoso, se casó con Cadbury-Brown en 1953. Elizabeth se unió a la oficina de Cadbury-Brown donde ella fe capaz de usar sus considerables talentos detallando.

## Proyectos seleccionados

### Festival de Gran Bretaña

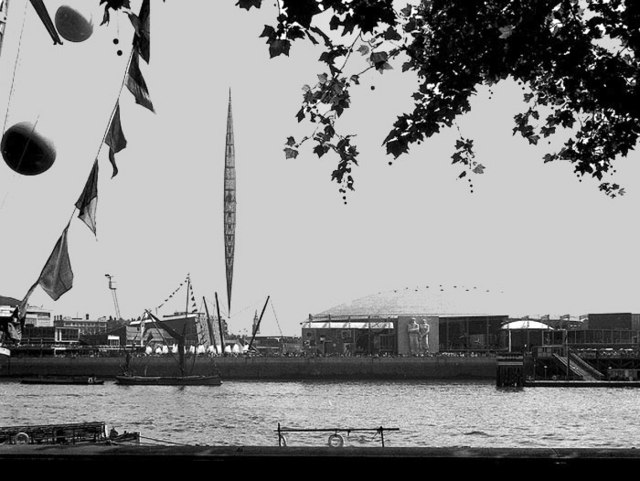
Una vista de la Exhibición de South Bank desde el norte del banco, mostrando la Torre Skylon y el Dome of Discovery

Cadbury-Brown había conocido a Hugh Casson cuando este último había estado entrenando en la Escuela de Arquitectura the Bartlett. Cuando Casson fue nombrado Director de Diseño para el Festival él involucró a varios de los arquitectos de la exhibición MARS Group de 1938. A Cadbury-Brown se le pidió que diseñara dos pabellones (The Land of Britain “La Tierra de Gran Bretaña” y The People of Britain “El Pueblo de Gran Bretaña”), el Turntable Café y un paseo importante en el South Bank del lado del Río Támesis llamado "Concourse".
Los pabellones estaban dispuestas a ambos lados de un eje central formado por la línea de ferrocarril a través del río hasta la estación de Waterloo y se dividieron en "Río arriba" y zonas "Río abajo". Los pabellones "Río arriba" representaban "La Tierra" de Gran Bretaña y los pabellones "Río abajo" representaban "El Pueblo" de Gran Bretaña.
La entrada a cada uno de los pabellones de Cadbury-Brown empezaba con estructuras cónicas construidas con láminas de colores de aluminio suspendidas de cables. El pabellón de La Tierra de Gran Bretaña demostraba la forja de la tierra, su geología y el clima; mientras que el pabellón de El Pueblo de Gran Bretaña exhibía la diversidad del pueblo que habitaba al país. El pabellón Pueblo de Gran Bretaña fue parcialmente construido debajo de las vías del ferrocarril. La ruta de los visitantes hacía un bucle pasado una piscina que contenía escultura de Orpheus por Heinz Henghes antes de terminar en un edificio de dos pisos que contenía información acerca de los romanos, Sajones y la Era del Hierro. Cadbury-Brown describió este edificio como Miesian en diseño con su estructura de red y puertas deslizables.
Su diseño para la explanada principal puso luces con clavos a cada lado de la explanada con "fuentes de fuego" en el otro extremo.

### Escuela Ashmount
La Ashmount School en Islington fue diseñada como una escuela de jóvenes y niños. En un terreno en pendiente separado en bloques de tres y dos pisos para los jóvenes y los niños, respectivamente, están unidos por sus salones de reuniones, cocina y comedores. Como una función del terreno en pendiente todos los bloques excepto el de los jóvenes comparten un techo común.
La escuela usa un ejemplo antiguo de cristal de muro cortina llamado el Sistema Colina. En lugar de usar los paneles comunes opacos, azules de tímpano en la fachada, Cadbury-Brown eligió utilizar paneles de cristal. Las esquinas del edificio son de cristal mientras que la parte superior del muro cortina en el borde del techo está pulcramente terminado sin un borde sobresaliente (aunque el detalle final fue realizado en fieltro en vez de como había sido diseñado, en acero). Aunque el revestimiento resistente al fuego para las columnas de atrás hace la estructura del edificio menos visible, el edificio ha sido comparado a aquellos por Mies van de Rohe. El diseño ha sido considerado comparable al de Eames House y Hunstanton School por Alison and Peter Smithson.
Aunque los edificios fueron localmente catalogados en 1999, han estado bajo constante amenaza de demolición desde 2005. Con el traslado de la escuela a nuevas instalaciones en Crouch Hill Community Park, el Consejo de Islington prepararon una breve planeación en 2012 para la reurbanización del sitio. Cuando se le pidió considerar catalogar el edificio en 2005, English Heritage reconoció que mientras que la composición de todo el edificio era interesante, éste había sido comprometido por alteraciones y sufría de un mal aislamiento y ventilación.

### Casa en Aldeburgh
Por muchos años los Cadbury-Brown tuvieron una casa de vacaciones cerca del pueblo Suffolk de Aldeburgh. Cadbury-Brown había diseñado un estudio para Benjamin Britten en los primeros días del Aldeburgh Festival y Britten había adquirido un sitio frente a la iglesia parroquial para construir una ópera sobre ella. Cuando esta idea no llegó a su realización, Britten convirtió los malteados a Snape y Cadbury-Brown compró el sitio. Viendo que el sitio ya tenía una vivienda de un piso en ella, él supo que tenía potencial y junto con su esposa ellos diseñaron un nuevo hogar. Después que la casa fue completada en 1964 él vendió parte del jardín al colega de Britten, el músico Imogen Holst y diseñó una casa para ella también. En el año 2000 la casa fue catalogada como Grade 2.
Su propio hogar muestra una influencia de diseño japonés que él atribuyó al pabellón japonés de Junzo Sakakura en la Exposición Internacional de París de 1937. Los elementos estructurales y la interrelación de los espacios fueron dos cosas que él pensó que eran importantes.
El acceso a la casa es a través de una angosta brecha entre el garaje y la pared del jardín que se abre en dirección a un patio. La entrada a la casa está en la esquina del patio y conduce al principal eje de la casa en el punto medio. Debido a una restricción en la altura del edificio los Cadbury Browns introdujeron un “pozo" fuera de la sala de estar y una plataforma de nivel en el comedor con vista afuera hacia el jardín.
Aunque la casa Holst fue construida con un presupuesto menor, esto no es aparente en el ajuste de las casas, con cada casa cuidadosamente diseñada en relación con su jardín. La importancia del jardín en función de la arquitectura de la casa pudo haber venido de la influencia de su antiguo tutor en la Asociación Arquitectural, el arquitecto de paisaje, Geoffrey Jellicoe.
Además de sus diseños para la Ópera de Britten, también diseñó un memorial para Britten en la playa en Aldeburgh. Habría tomado la forma de una viga de madera grande standing vertical en la playa. La idea era que los agujeros cavados en la madera pudieran tocar notas de la ópera de Britten Peter Grimes cuando una tormenta de suficiente poder golpeara. El diseño no fue realizado y Cadbury-Brown no estaba interesado en el memorial real por Maggi Hambling.

### Real Colegio de Arte

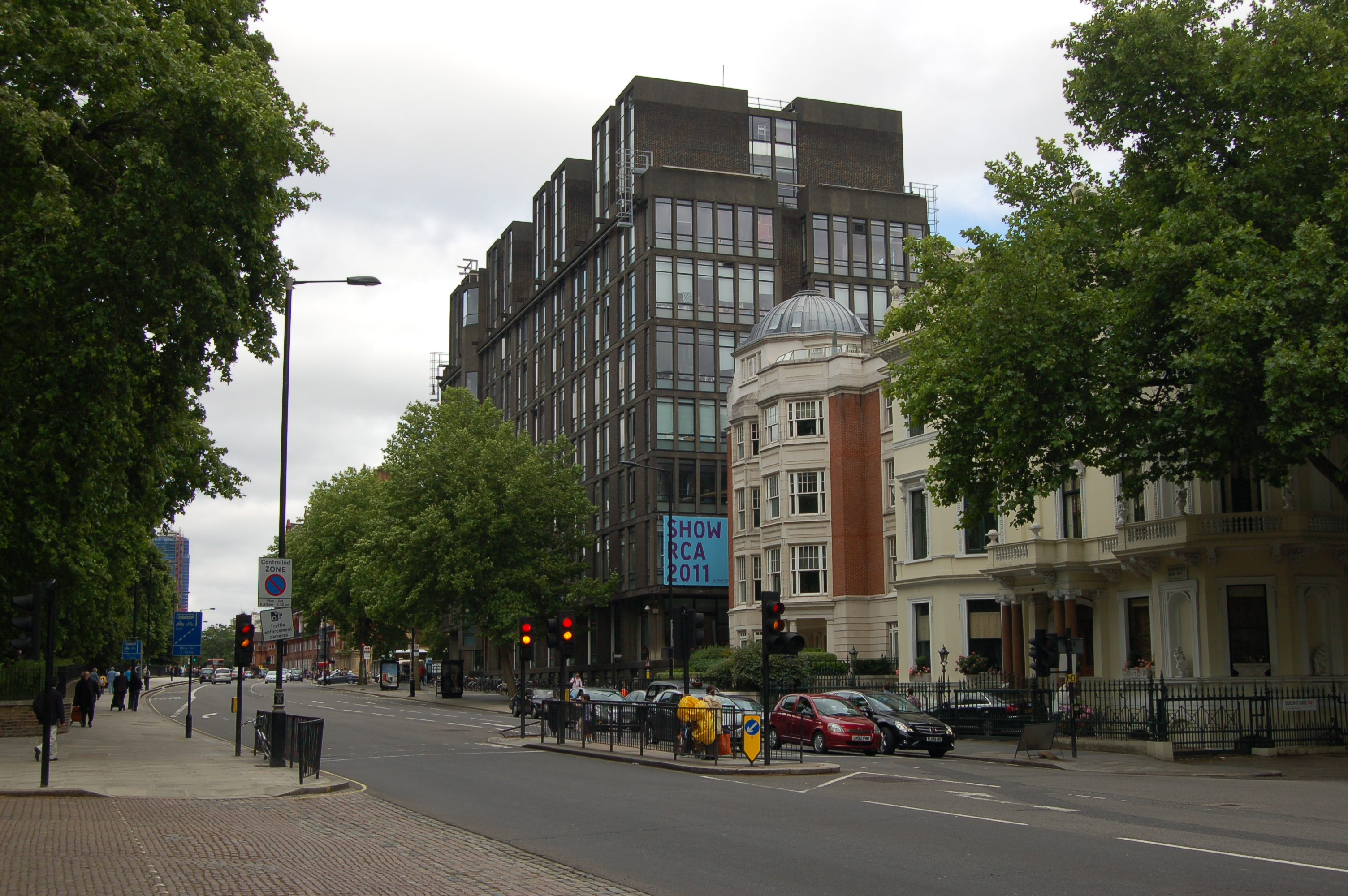
Elevación al oeste de Hyde Park

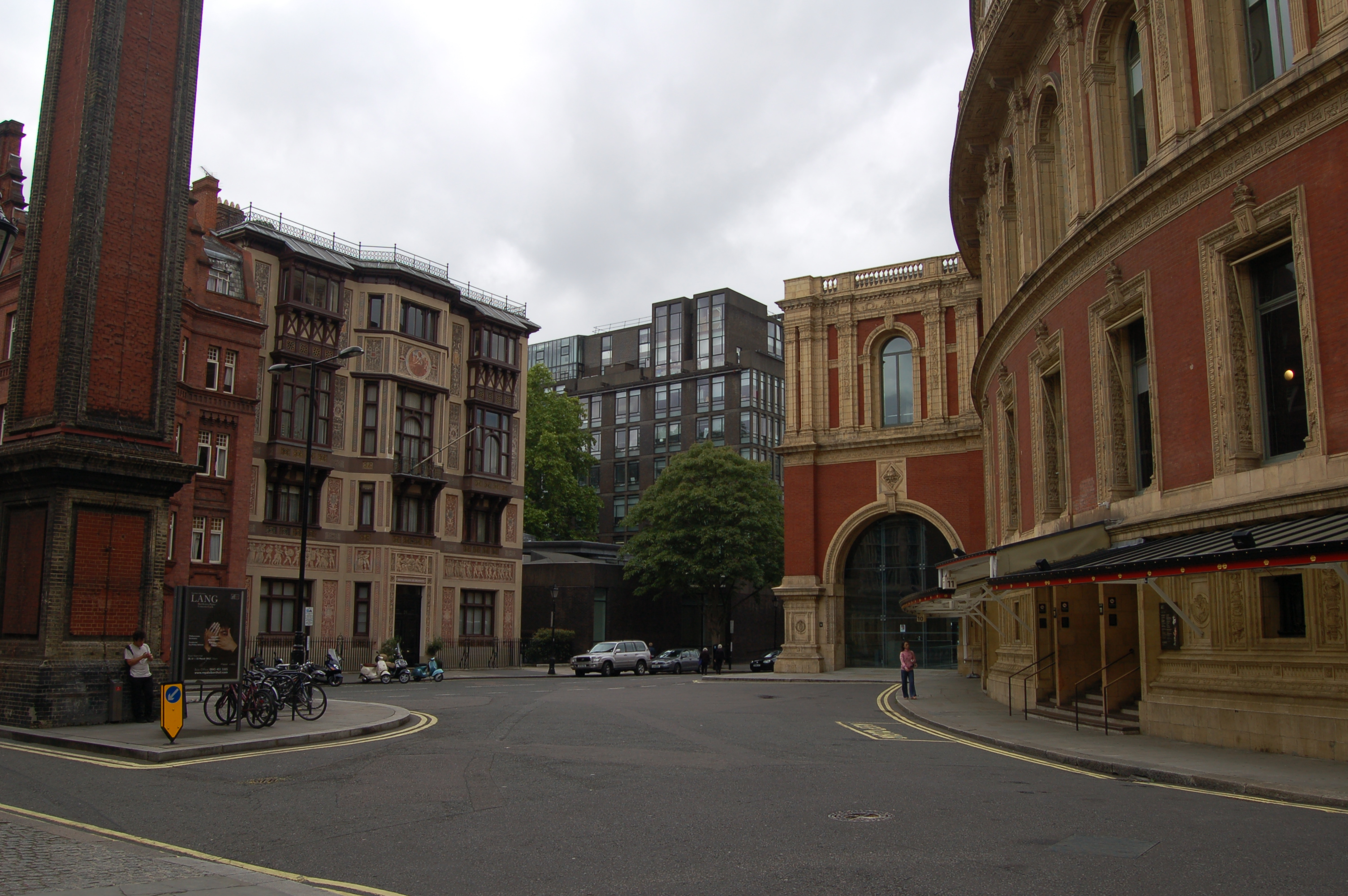
Elevación al sur en context con el Royal Albert Hall a la izquierda y el antiguo Royal College of Organists a la izquierda

Jefe de escultura en el Royal College of Art, Frank Dobson y su sucesor, John Skeaping promovieron la interrelación de la escultura y la arquitectura y esto, al igual que el trabajo de Cadbury-Brown con artistas en el Festival de Gran Bretaña, lo condujo a conseguir un trabajo de enseñanza de medio tiempo en el departamento de escultura. A la mitad de los 1950s el dinero del gobierno se volvió disponible para una extensión al taller de applied arts y para un nuevo edificio en un sitio frente a Kensington Gardens, adyacente al Royal Albert Hall. El rector del colegio, Robin Darwin decidió mantener el diseño del edificio "in-house" y pidió al líder de diseño de cursos interior y arquitecto, Hugh Casson por su ayuda. Casson formó un equipo con otros dos arquitectos, Cadbury-Brown y el jefe de Silversmithing y joyería, Robert Goodden. En el equipo Casson tenía la responsabilidad de enlace con el cliente, Goodden desarrolló el brief y Cadbury-Brown hizo el diseño y la administración de los contratos.
El sitio para el nuevo edificio tiene una larga fachada enfrente de Hyde Park en su lado norte; hacia el oeste está Jay Mews; hacia el este es espacio abierto adyacente al Royal Albert Hall; y el sur tiene vista al antiguo Royal College of Organists. El flanco de este último edificio tiene dos murales sgraffito aplicados en los 1870s. Hay una pendiente a través del sitio de aproximadamente un piso.
Mientras Cadbury-Brown estaba lejos enseñando en Harvard con J. L. Sert, Wells Coates y Serge Chermayeff, Goodden desarrolló el expediente en detalle. A su regreso el diseño empezó de nuevo de manera formal. El expediente identificaba cuartos que requerían espacio con techos tanto de normal como de gran altura y Cadbury-Brown desarrolló un escalón en forma de L en section para permitir que esto fuera fácilmente acomodado. Este dispositivo de diseño era similar en un principio a uno en la casa Göldfinger Willow Road entre la sala de la entrada inferior y el estudio mayor y comedor.
El diseño inicial estableció las columnas de apoyo detrás de la fachada pero las expresaba externamente ahuecando algunos de los pisos. Esto creaba bandas horizontales en la fachada que se alineaban con el ornamento de terracota en el Albert Hall. La Planning Authority había pedido que la entrada del nuevo edificio estuviera enfrente del Albert Hall para reducir problemas de tráfico en Kensington Gore y esto era adecuado para Cadbury-Brown pues significaba que el Colegio podía apropiarse de este espacio como un patio de entrada.
En el diseño final los núcleos de las escaleras fueron movidos cerca de los extremos del edificio para darle vista hacia afuera tanto en la fachada del norte como en la del sur. Esto, junto con las galerías de doble altura añadidos al piso superior creaban un ritmo vertical en la fachada. El número de pisos empotrados fue reducido a solo uno en la planta baja que daba la impresión que el edificio entero estaba apoyado en las columnas expresadas. Verticalmente fue adicionalmente enfatizado con las proporciones de las ventanas que eran delgadas y divididas por prefabricados de concreto mullions. Las torres de escaleras han sido comparadas con las de Charles Rennie Mackintosh en el extremo occidental de la Glasgow School of Art.

## Arte y arquitectura
La combinación de arte y arquitectura permanecen importantes en el trabajo de Cadbury-Brown desde la sexta reunión de CIAM. En el Festival de Gran Bretaña se le encargó el diseño de zócalos para un número de esculturas alrededor del festival incluyendo Barbara Hepworth y Henry Moore. Para la Escuela Ashmount él le pidió a uno de sus estudiantes en el Real Colegio de Arte, John Willats que diseñara una figura escultural de un gallo de pelea y la vivienda en Hammersmith él permitió a Stephen Sykes aplicar patrones decorativos de azulejos a las escaleras comunales.

## Lista de proyectos seleccionados
- 1937 = British Railways Office, Bayswater
- 1939 = British Railways Office, 170 Strand
- 1951 = Land of Britain, People of Britain, Turntable Café, Concourse Layout and fountains
- 1952 = Cook's Spinney Housing, Spinney Primary School and Harlow New Town
- 1955 = Ashmount School, Hornsey Lane, Islington
- 1958 = Studio for Benjamin Britten, Red House, Aldeburgh}}
- 1967 – 1976 = World's End housing, Chelsea with Eric Lyons
- 1990 = Royal Academy Print Room|urlarchivo=http://web.archive.org/web/http://www.royalacademy.org.uk/ra-magazine/spring2007/academy%7Cfechaarchivo=28 de noviembre de 2015}}